# Selección de fútbol de Hitra
La selección de fútbol de Hitra es el equipo representativo de Hitra, provincia de Trøndelag (Noruega). No está afiliado a la FIFA ni a la UEFA. Hitra es miembro de la Asociación internacional de juegos isleños y participa en los  Juegos de las Islas.

## Partidos
| Fecha               | Sede    |       | Rival               | marcador       |
| ------------------- | ------- | ----- | ------------------- | -------------- |
| 29 de junio de 2017 | Gotland | Hitra | Hébridas Exteriores | 1-1 (pen. 3-5) |
| 27 de junio de 2017 | Gotland | Hitra | Islas Malvinas      | 2-1            |
| 26 de junio de 2017 | Gotland | Hitra | Anglesey            | 1-5            |
| 25 de junio de 2017 | Gotland | Hitra | Isla de Man         | 0-5            |
| 2 de julio de 2015  | Jersey  | Hitra | Alderney            | 5-1            |
| 30 de junio de 2015 | Jersey  | Hitra | Isla de Wight       | 1–3            |
| 29 de junio de 2015 | Jersey  | Hitra | Shetland            | 1–4            |
| 28 de junio de 2015 | Jersey  | Hitra | Islas Malvinas      | 1–2            |
| 1 de julio de 1999  | Gotland | Hitra | Saaremaa            | 2–1            |
| 29 de junio de 1999 | Gotland | Hitra | Shetland            | 1–4            |
| 28 de junio de 1999 | Gotland | Hitra | Isla de Man         | 0–13           |
| 27 de junio de 1999 | Gotland | Hitra | Gotland             | 1–12           |
| 4 de julio de 1997  | Jersey  | Hitra | Frøya               | 1–4            |
| 3 de julio de 1997  | Jersey  | Hitra | Shetland            | 1–2            |
| 1 de julio de 1997  | Jersey  | Hitra | Isla de Wight       | 0–4            |
| 29 de junio de 1997 | Jersey  | Hitra | Anglesey            | 0–8            |